# Joseph Kosinski
Joseph Kosinski (3 de maig de 1974, Marshalltown, Iowa, EUA) és un actor i director de televisió i de cinema estatunidenc. Va debutar com a director a la pantalla gran amb la pel·lícula de ciència-ficció en 3-D Tron: Legacy, la seqüela de la pel·lícula Tron del 1982. Els seus treballs anteriors han estat principalment relacionats amb comercials de televisió com CGI, Starry Night o Mad World per al videojoc Gears of War.

## Filmografia

### Com a director
- Oblivion (2013)
- Tron: Legacy (2010)